# Achadinha (Porto da Cruz)
Achadinha é um sítio povoado da freguesia do Porto da Cruz, concelho de Machico, Ilha da Madeira.